# Gonzales (Teksas)
Gonzales – miasto w Stanach Zjednoczonych, w stanie Teksas, siedziba hrabstwa Gonzales. Według szacunków z 2024  liczy 7238 mieszkańców i jest to największe miasteczko w promieniu 50 kilometrów. Jest miejscem pierwszego strzału Rewolucji Teksańskiej (2 października 1835). Wyróżnia się także bogatą, historyczną architekturą w wielu stylach (np. królowej Anny), co zostało docenione m.in. tytułem "Texas History Museum District".
Zakłady i fabryki w mieście koncentrują się głównie wokół przetwórstwa rolno-spożywczego (np. Tyson Foods) oraz przemysłu chemicznego i naftowego. Najbliższym miastem powyżej 30 tys. mieszkańców jest Seguin, oddalone o ok. 53 km na zachód.